# Joel Gallen
Joel Gallen er en amerikansk filminstruktør, producer og manuskriptforfatter. Han har produceret MTV Movie Awards mellem 1995 og 2006, samt mange af de Comedy Central Roasts. Gallen instruerede filmen Not Another Teen Movie. Han modtog en Prime Time Emmy og en Peabody for hans arbejde med America: A Tribute to Heroes.
Han har sit eget produktionfirma kaldet Tenth Planet Productions.

## Filmografi
- Dixie Chicks on the Fly (2000)
- America: A Tribute to Heroes (2001)
- Not Another Teen Movie (2001)
- Comedy Central Roast of Pamela Anderson (2005)
- Comedy Central Roast of William Shatner (2006)
- Comedy Central Roast of Flavor Flav (2007)
- Comedy Central Roast of Bob Saget (2008)
- Comedy Central Roast of Joan Rivers (2009)
- Comedy Central Roast of David Hasselhoff (2010)